# Nunca más (libro)
Nunca más: informe final de la Comisión Nacional sobre la Desaparición de Personas o simplemente Nunca más es un libro que recoge (y adapta el formato) el informe emitido por la Comisión Nacional sobre la Desaparición de Personas respecto a las desapariciones ocurridas en la Argentina durante la dictadura militar (1976-1983). Es conocido también con el nombre de Informe Sabato (pronúnciese «Sábato»), puesto que fue el escritor Ernesto Sabato quien presidió la comisión que lo entregó el 20 de septiembre de 1984 al entonces presidente, Raúl Alfonsín. El título Nunca más fue propuesto por Marshall Meyer, debido a que había sido el lema utilizado originalmente por los sobrevivientes del Gueto de Varsovia para repudiar las atrocidades del nazismo. El libro inspiró la publicación de un informe similar en Brasil un año después con nombre similar: Brasil: Nunca Mais.

## Origen
En 1983, el escritor Ernesto Sabato (1911-2011) fue elegido presidente de la Comisión Nacional sobre la Desaparición de Personas (CONADEP) por el resto de sus miembros, debido a su honestidad y espíritu crítico. La comisión tuvo a su cargo investigar y publicar un informe sobre los crímenes de Estado cometidos por la dictadura militar, en el poder entre 1976 y 1983. Cinco departamentos fueron creados para tratar los diferentes aspectos de trabajo. Se relevaron miles de casos de abducción, desaparición, tortura y ejecuciones. Cada caso fue documentado en un archivo numerado. Se compilaron más de 50 000 páginas de documentación.
La comisión fue creada por el mencionado presidente el 15 de diciembre de 1983. El objetivo era esclarecer los hechos sucedidos en el país durante la dictadura militar instaurada desde el 24 de marzo de 1976 hasta el 10 de diciembre de 1983. Su misión fue la de recibir documentos y denuncias sobre las desapariciones, los secuestros y las torturas acontecidos dentro de aquel período a manos de la dictadura militar y generar informes a partir de estos.

## Contenido
Un resumen, fruto de las tareas de dicha comisión, fue publicado en un reporte oficial en el año 1984. Se trata de Nunca Más. informe de la Comisión Nacional sobre la desaparición de personas (Eudeba, 1984), conocido mundialmente como Informe Sabato. En dicho informe se da testimonio de la desaparición y muerte de más de 8961 personas durante la dictadura militar instaurada en el país. Luego de miles de testimonios y hechos horripilantes, la Comisión concluyó con una serie de recomendaciones para iniciar acciones legales contra los responsables.
Debido a la enorme documentación recogida por la Comisión Nacional sobre la Desaparición de Personas, el informe sostiene que los derechos humanos fueron violados de manera sistemática y orgánica por la represión estatal, con similares secuestros e idénticos tormentos, utilizando una metodología del terror planificada cuidadosamente por los altos mandos de las Fuerzas Armadas, rechazando así la posibilidad de que se hubiera tratado de «excesos» por parte de algunos individuos. El informe generó numerosas reacciones entre los organismos de derechos humanos, los partidos políticos y las Fuerzas Armadas.

En nombre de la seguridad nacional miles de ciudadanos fueron secuestrados y pasaron a formar parte de una categoría fantasmal: los «desaparecidos».

Desde el momento del secuestro la víctima perdía todos los derechos, se la privaba de toda comunicación con el exterior, se veía sometida a «suplicios infernales» y a sus familiares se les negaba que estuviera encarcelada.
Fragmento del discurso de Ernesto Sabato durante la entrega del informe (1984)

## Conclusión
El informe explica que la comisión repudia el terrorismo en general pero que su misión no es la de investigar sus crímenes sino estrictamente la suerte de los desaparecidos, llegando a la conclusión de que la desaparición de personas existió, que no fueron casos aislados, y que se pudo presentar una lista completa con los datos exactos de 8961 desaparecidos, advirtiendo que «es inevitablemente una lista abierta», y que «muchas desapariciones no [habían] sido denunciadas, por carecer la víctima de familiares, por preferir estos mantener reservas o por vivir en localidades muy alejadas de centros urbanos».

## Contexto
Luego de la derrota en la guerra de las Malvinas, la crisis política se profundizó, la dictadura militar ya no pudo recuperarse y se fueron generando las condiciones para un nuevo escenario político, en el que distintas organizaciones sociales y la Multipartidaria ―el espacio que reunía a la Unión Cívica Radical, el Partido Justicialista, el Intransigente, el Demócrata Cristiano y el Movimiento de Integración y Desarrollo― retomaron, aunque con distintos matices, la búsqueda de los desaparecidos.
Pero además, en ese mismo escenario surgió una demanda novedosa: el pedido de enjuiciamiento de los responsables políticos de los crímenes de lesa humanidad cometidos durante la última dictadura militar. Un buen ejemplo de esta demanda se vio en la multitudinaria «Marcha por la vida», realizada en octubre de 1982, que tenía como consigna central «juicio y castigo a los culpables».
Ante la creciente movilización social ―incluso, por parte de actores que antes habían sido renuentes a expresar su apoyo a todo tipo de demandas que reivindicaran el cumplimiento estricto de los Derechos Humanos―, la dictadura militar respondió el 28 de abril de 1983 con un informe conocido como «Documento final», en el que, como era previsible según el título mismo del escrito, la dictadura militar interpretaba la violencia estatal por ella misma instrumentada como parte de una batalla final contra la subversión y el terrorismo. En ese mismo documento, la dictadura militar también descalificaba las denuncias por las desapariciones, daba por muertos a los desaparecidos y dejaba al criterio de Dios el juicio final sobre su accionar en esos años.
Esta mirada sobre el pasado argentino asumió carácter jurídico con la Ley 22.924, titulada «ley de Pacificación Nacional» y conocida como ley de autoamnistía, en la que se instaba a que el pasado «nunca más vuelva a repetirse» y en la que se pretendía justificar el conjunto de crímenes cometidos en virtud del decreto que, en febrero del año 1975, habían firmado Isabel Perón e Ítalo Luder para avalar el Operativo Independencia, y en el que se instruía al Ejército a «aniquilar el accionar del enemigo subversivo».
Luego de su triunfo en las elecciones de octubre y apenas asumió su presidencia, en diciembre de 1983, Alfonsín tomó una serie de medidas importantes como la derogación de la ley de autoamnistía militar, el enjuiciamiento a siete jefes guerrilleros y a las tres primeras Juntas Militares, y la que produjo más polémica: la reforma del Código de Justicia Militar, para que se conformara por su medio un Consejo Supremo de las Fuerzas Armadas que tendría la potestad de juzgar el accionar militar y las violaciones a los Derechos Humanos, dejando abierta la posibilidad de apelar en primera instancia a la Cámara Federal. Dichas medidas se inscribían en un análisis del accionar militar que pretendía diferenciar la responsabilidad jurídica, política y militar de los altos mandos, los que habían abusado de su autoridad para cometer todo tipo de «excesos» en los actos represivos y, finalmente, quienes habían acatado las órdenes de represión siguiendo estrictamente el principio de obediencia.
Algunas de estas medidas fueron fuertemente repudiadas, tanto por los organismos de Derechos Humanos como por varios partidos políticos. El repudio central se focalizaba en la idea de que fueran los propios militares los que debían juzgar el accionar de sus pares en el pasado: pocos actores confiaban en la imparcialidad de tal tribunal. Este rechazo crecía, y tomaba fuerza ―incluso entre los diversos partidos políticos y el propio partido radical― la idea que habían impulsado los organismos de Derechos Humanos: crear una comisión parlamentaria que juzgara los crímenes cometidos por la dictadura militar.
Pero Alfonsín no estaba de acuerdo con esta propuesta, porque sostenía que si se dejaba esta tarea en manos del Poder Legislativo, se generaría un clima político de alta tensión, que favorecería la adopción de condenas radicalizadas por parte de los parlamentarios. De algún modo, Alfonsín temía que, ante esas presumibles condenas, se produjera un enfrentamiento severo con las Fuerzas Armadas que pusiera en crisis la gobernabilidad política. En aras de esquivar esta alternativa, en los círculos cercanos a Alfonsín comenzó a tomar relevancia la idea de crear una comisión integrada por notables de la sociedad civil capaz de llevar a cabo las tareas de investigación.
En estas condiciones políticas surgió la CONADEP. Si bien varios organismos rechazaron originalmente la idea, muchos familiares y testigos de las desapariciones confiaron su testimonio a la comisión. Como se ha dicho, la investigación se materializó en el libro Nunca Más, cuya información resultó sumamente valiosa para llevar a cabo, año después, la entrega del Informe y el Juicio a las Juntas.
Por varios motivos, el Nunca Más es uno de los libros más importantes que se han producido en Argentina desde la reapertura democrática y aun en el siglo XX. El impacto social del libro sigue siendo asombroso. Hasta el año 2007, se habían vendido 503 830 ejemplares y la obra había sido traducida a varios idiomas.
Su importancia radica en que demuestra fehacientemente que la idea de que los crímenes cometidos por los militares argentinos habían obedecido a ciertos «excesos» era falsa y que la dictadura militar ideó un «plan de carácter sistemático» de secuestro, tortura y desaparición de personas. Junto al hecho de que reúne un caudal de información apreciable sobre los crímenes cometidos contra la humanidad que resultó sumamente valiosa en el Juicio a las Juntas, además de que reforzaba, desde un punto de vista moral, la demanda de castigo a los culpables.
Asimismo, el informe le otorgó mayor legitimidad pública a la voz de los familiares y los militantes de los organismos de Derechos Humanos. La sola publicación de esa información atentaba contra uno de los propósitos centrales de la «política de desaparición»: borrar todas las huellas de los crímenes cometidos.

## Reediciones
Por todas estas razones, el libro es altamente valorado socialmente. Pero su recepción ha ido variando con los años y su prólogo generó una serie de polémicas, porque allí quedó expuesta una interpretación de la violencia política conocida como la «teoría de los dos demonios».
Esta interpretación del pasado argentino que subyace en el prólogo originario del libro fue rebatida en el año 2006, cuando el Nunca más se reeditó con un anexo que incluía un listado más completo de los desaparecidos y de los centros clandestinos de detención. En esta reedición, la línea argumentativa del prólogo se modificó y consistió en argumentar que la violencia estatal y la utilizada por las organizaciones populares no eran simétricas y, por lo tanto, tampoco igualmente repudiables, a tal punto que el lema Nunca más, si bien suponía un legítimo reclamo por el cese del uso de la violencia política, no podía significar asimismo un repudio por las consignas políticas que portaron muchos militantes durante los años setenta, nucleados en dichas organizaciones.
A pesar de esta polémica, el Nunca más siguió provocando una alta identificación en la sociedad argentina, como lo prueba el hecho de que el título del libro se convirtió en una consigna utilizada en diversos tipos de manifestaciones públicas convocadas para pedir justicia, no solamente cuando se trata de hechos relacionados con la dictadura, sino también cuando se trata de reclamos vinculados al respeto de los derechos humanos en general. La imagen de Julio César Strassera, el fiscal acusador del Juicio de 1985, finalizando su alegato con la expresión «Nunca más» condensa como ninguna otra esta situación y este reclamo social.
En 2006, al cumplirse el 30.º aniversario del golpe de Estado que dio comienzo a la última última dictadura militar, el gobierno de Néstor Kirchner realizó una reedición y actualización del libro. En el mismo se actualizó el anexo en el que figuran los nombres de los desaparecidos cuyos secuestros fueron denunciados ante la Comisión Nacional sobre la Desaparición de Personas y la Secretaría de Derechos Humanos y la lista de los centros clandestinos de detención.
Asimismo, se agregó una nueva introducción sin reemplazar a la anterior, por las críticas al prólogo original que supuestamente sostenía la teoría de los dos demonios. 
En 2016, al cumplirse cuarenta años del golpe de Estado de 1976, el gobierno de Mauricio Macri realizó una reedición del libro. La edición fue presentada como la reimpresión de la edición original de 1985, con el prólogo primitivo y omitiendo las actualizaciones y revisiones de 2006.

### Controversia con la reedición de 2006
En 2006, la inclusión de un nuevo prólogo redactado por la Secretaría de Derechos Humanos de la Nación, donde se criticaba la posición favorable a la teoría de los dos demonios del prólogo original, resultó en diversas controversias. El prólogo original sostiene que «durante la década del 70, la Argentina fue convulsionada por un terror que provenía tanto desde la extrema derecha como de la extrema izquierda». El nuevo prólogo en cambio afirma que «Es preciso dejar claramente establecido, porque lo requiere la construcción del futuro sobre bases firmes, que es inaceptable pretender justificar el terrorismo de Estado como una suerte de juego de violencias contrapuestas como si fuera posible buscar una simetría justificatoria en la acción de particulares frente al apartamiento de los fines propios de la Nación y del Estado, que son irrenunciables».
En 2012, se volvió a encender la controversia sobre la reedición del Nunca más, cuando la periodista Magdalena Ruiz Guiñazú afirmó en una editorial del diario La Nación que el gobierno de Cristina Fernández de Kirchner había quitado la firma de Sabato del prólogo original. Luego, la propia editorial realizó la aclaración de que el prólogo nunca llevó la firma de Ernesto Sabato ni de ningún otro de los miembros de la Comisión Nacional sobre la Desaparición de Personas.

### Controversia con la reedición de 2016
En 2016, se generó controversias por la nueva edición, porque se la presentó en el marco de la Feria del Libro pero «no se difundió ni en comunicados de prensa ni fue oficial». Asimismo, también fue criticada la decisión de eliminar el prólogo de 2006, por la habilitación que realiza hacia la teoría de los dos demonios. La Secretaría de Derechos Humanos afirmó que no quitaron el prólogo de 2006, y «que la idea no fue «agregar» ni «sacar nada», que el «problema» en realidad «lo tienen quienes en algún momento decidieron agregar» algo que no estaba». El cambio fue impulsado por Mario Sabato, quien afirmó que se trata de un documento histórico y debe ser conservado en su forma original. Tampoco hubo ninguna comunicación institucional que se refiriera al tema. Según algunos escritores e intelectuales, el nuevo prólogo intenta reeditar la teoría de los dos demonios.